# Eddie MacDonald
Eddie MacDonald est un pilote automobile de stock-car né le 7 juillet 1980 à Rowley, Massachusetts aux États-Unis.

## Carrière
Il est principalement actif dans la série NASCAR K&N Pro Series East. À la conclusion de la saison 2015, il compte sept victoires en 187 départs depuis 2001. Il a été vice-champion de la série en 2009.
Parallèlement à ses activités dans différentes séries NASCAR, il participe de façon sporadique à des épreuves en ACT, série dans laquelle il a remporté cinq victoires en 39 départs (après la saison 2015). Fait à noter, trois de ces victoires sont survenues à Oxford Plains Speedway dans le Maine. La piste d'Oxford est synonyme de succès pour lui puisque, en plus de ces trois victoires en ACT, il a remporté l'Oxford 250 deux années consécutives en 2009 et 2010. En sept départs de cette course, il compte trois top 5 et cinq top 10.
Il a aussi remporté la course ACT Invitational au New Hampshire International Speedway en 2009, 2011, 2013 et 2015 en plus de la première course PASS North disputée sur cette piste en 2015.
Il prend aussi le départ de deux courses NASCAR Sprint Cup Series au New Hampshire International Speedway en 2014 et 2015 où il termine 35e et 37e.